# مايكل بيريس
مايكل بيريس (بالإنجليزية: Michael Berresse)‏ مواليد 15 أغسطس 1964 في هوليوك، ماساتشوستس، الولايات المتحدة، هو ممثل أمريكي بدأ مسيرته الفنية سنة 1983م.

## الأعمال
- الذكاء الاصطناعي
- ميراث بورن
- انقسام

## روابط خارجية
- مايكل بيريس على موقع IMDb (الإنجليزية)
- مايكل بيريس على موقع ألو سيني (الفرنسية)
- مايكل بيريس على موقع ميوزك برينز (الإنجليزية)
- مايكل بيريس على موقع أول موفي (الإنجليزية)
- مايكل بيريس على موقع قاعدة بيانات برودواي على الإنترنت (الإنجليزية)
- مايكل بيريس على موقع قاعدة بيانات الفيلم (الإنجليزية)
- مايكل بيريس على موقع كينوبويسك (الروسية)